# Vaporware
Vaporware (z ang. vapor – para, opar) – oprogramowanie albo sprzęt komputerowy, które nie zostały jeszcze ukończone, ale których zapowiedziana data inauguracji została już dawno przekroczona.

## Przesadna reklama
Niektóre firmy publikują zbyt optymistyczne oświadczenia i odważne zobowiązania, aby wykazać, że w ich działach badawczo-rozwojowych nadal tkwi potencjał tworzenia skomplikowanych rozwiązań. Może to dotyczyć nie tylko kompletnych produktów, ale również ich pojedynczych cech. Na przykład firma Microsoft zapowiadała wprowadzenie systemu plików WinFS w swoim nowym systemie operacyjnym Windows Vista, ale ostatecznie projekt ten został zarzucony.
Peter Molyneux, twórca znanych gier komputerowych, przeprosił na stronach internetowych swojego studia za przesadzone, niezrealizowane obietnice dotyczące gry Fable. Tłumaczył on, że każda z obiecanych cech gry była planowana i implementowana, ale nie wszystkie mogły zostać włączone do ostatecznej wersji, gdyż pociągnęłoby to za sobą między innymi zwiększenie wymagań sprzętowych. Innym przykładem jest gra Half-Life, która w sierpniu 1997 została przepisana od nowa tak, by nie zawieść przyszłych nabywców.

## Praktyka ograniczająca konkurencję
Fałszywa zapowiedź wprowadzenia produktu na rynek może być stosowana przez firmy do badania reakcji potencjalnych konsumentów. Pozytywne artykuły prasowe mogą stać się sygnałem do inwestycji w zapowiedziany projekt, a negatywne (bądź brak zainteresowania) – oznaką, że należy go zlikwidować.
Vaporware może być również stosowane w celu zaszkodzenia już istniejącym lub bliskim ukończenia produktom konkurencji. Przedwczesne ogłoszenie, w połączeniu z kampanią FUD, może zniechęcić do zakupu produktu konkurencji tych klientów, którzy, zamiast zdecydować się na dostępne rozwiązanie, skłonni będą odczekać na zapowiadany system.
Kolejną nieuczciwą praktyką jest sztuczne generowanie popytu na akcje firmy tworzącej vaporware. Publiczne ogłoszenie planów stworzenia nowego produktu może zachęcić do kupowania udziałów, które następnie zbywane są przez członków zarządu po zawyżonej cenie.

## Dezaktualizacja
Zdarza się, że dany produkt traci rację bytu jeszcze przed wejściem na rynek, gdyż inne rozwiązania zdążyły już przejąć jego rolę. Jako przykład może posłużyć rozpoczęty w latach osiemdziesiątych projekt GNU, którego celem było stworzenie wolnego systemu operacyjnego. Narzędzia GNU powstawały od początku 1983 roku, ale prace nad jądrem systemu operacyjnego rozpoczęły się dopiero w roku 1990. Rok później Linus Torvalds opublikował pierwszą wersję swojego projektu Linux, pisząc, że jest to tylko hobby, nie będzie [on] tak duży i profesjonalny jak GNU. Jednak Linux przyciągnął znacznie większą rzeszę programistów i użytkowników, przejmując rolę projektu GNU Hurd.
Podobny los spotkał rozpoczęty w latach sześćdziesiątych dwudziestego wieku hipertekstowy projekt Xanadu, który do dziś nie doczekał się pełnej realizacji.

## Rozdrobnienie
W 2001 roku firma Microsoft rozpoczęła jednoczesną pracę nad projektami: Longhorn, będącym uaktualnieniem systemu Windows XP, oraz Blackcomb – zupełnie nowym systemem operacyjnym. W trakcie prac nad obydwoma projektami dochodziło jednak do licznych roszad w zespołach, co doprowadziło do zmiany oryginalnych planów i przesunięcia o trzy lata wydania systemu ostatecznie nazwanego Windows Vista.

## Vaporware Awards
Serwis internetowy Wired News ogłasza co roku pod koniec grudnia listę dziesięciu projektów, którym przyznaje nagrodę Vaporware Award. Wśród dotychczasowych edycji najczęstszym laureatem była gra Duke Nukem Forever, której przyznano pierwsze miejsce w latach 2001, 2002, 2005, 2006, 2007 i 2008, drugie w 2000 oraz specjalną nagrodę Lifetime Achievement Award w 2003.
Najdłużej znaną powstającą grą była Grimoire: Heralds of the Winged Exemplar która była tworzona 20 lat